# Laureano Alberto Durán
Laureano Alberto Durán  (La Plata, 8 de noviembre de 1981) es un exjuez Federal Subrogante argentino.

Cursó sus estudios primarios y secundarios en el colegio San Luis, también de La Plata. 
Es Abogado graduado con fecha 9 de noviembre de 2006 en la Facultad de Derecho de la Universidad Católica de La Plata.
Es Especialista en Derecho Penal graduado en la Pontificia Universidad Católica Argentina Santa María de los Buenos Aires.